# 联盟TMA-02M
联盟TMA-02M（俄语：Союз ТМА-02M）是俄罗斯联盟TMA系列飞船之一，为第二艘改进型的联盟TMA-M系列飞船。飞船搭载三名宇航员于UTC时间2011年6月7日21时12分于哈萨克斯坦的拜科努尔发射场成功发射升空，飞赴国际空间站 。

## 机组人员
- 谢尔盖·沃尔科夫（第2次航天飞行）-  俄羅斯 RSA
- 迈克·福苏姆（第3次航天飞行）-  美国 NASA
- 古川聪（第1次航天飞行）-  日本 JAXA

## 图集

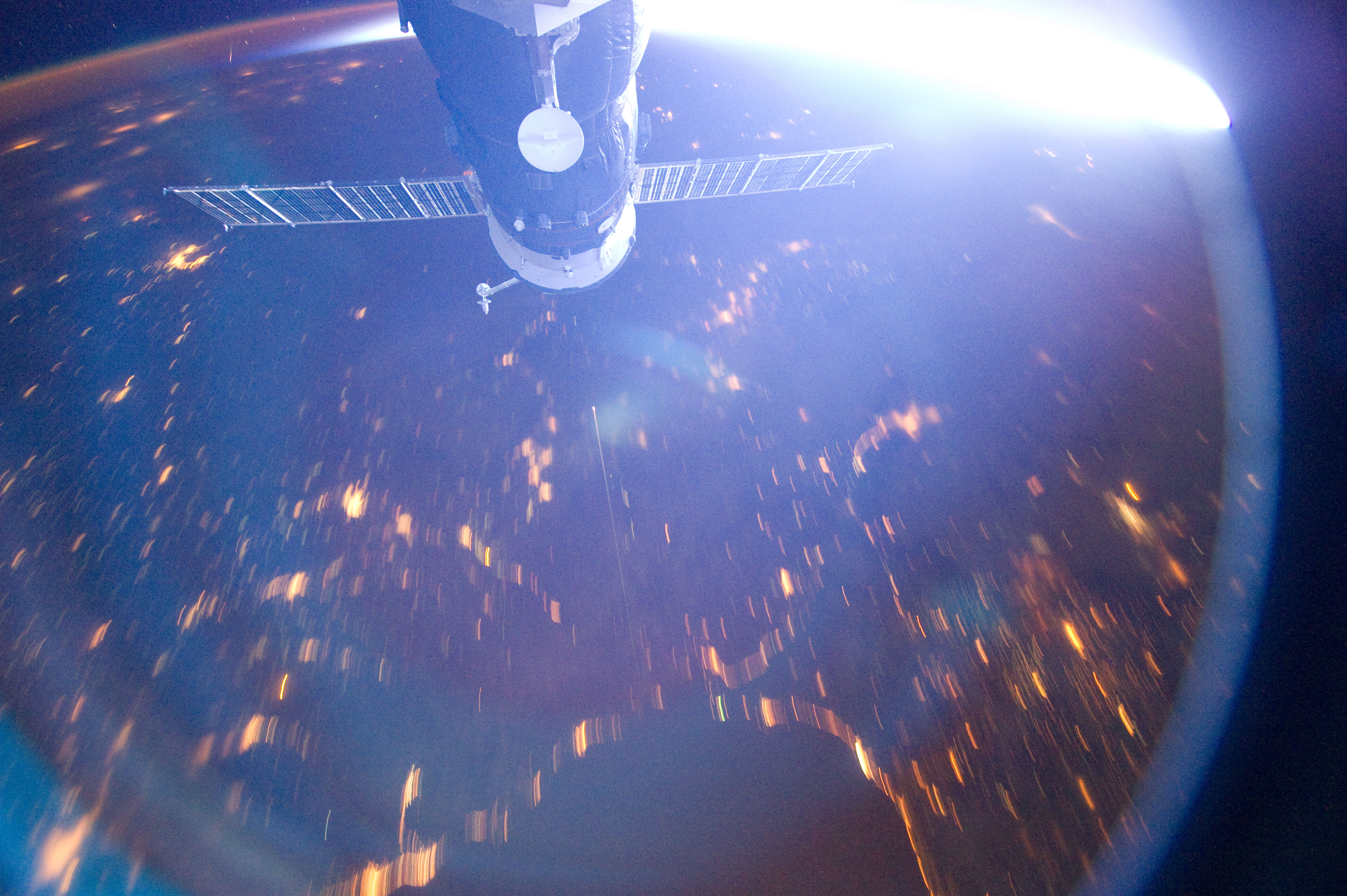
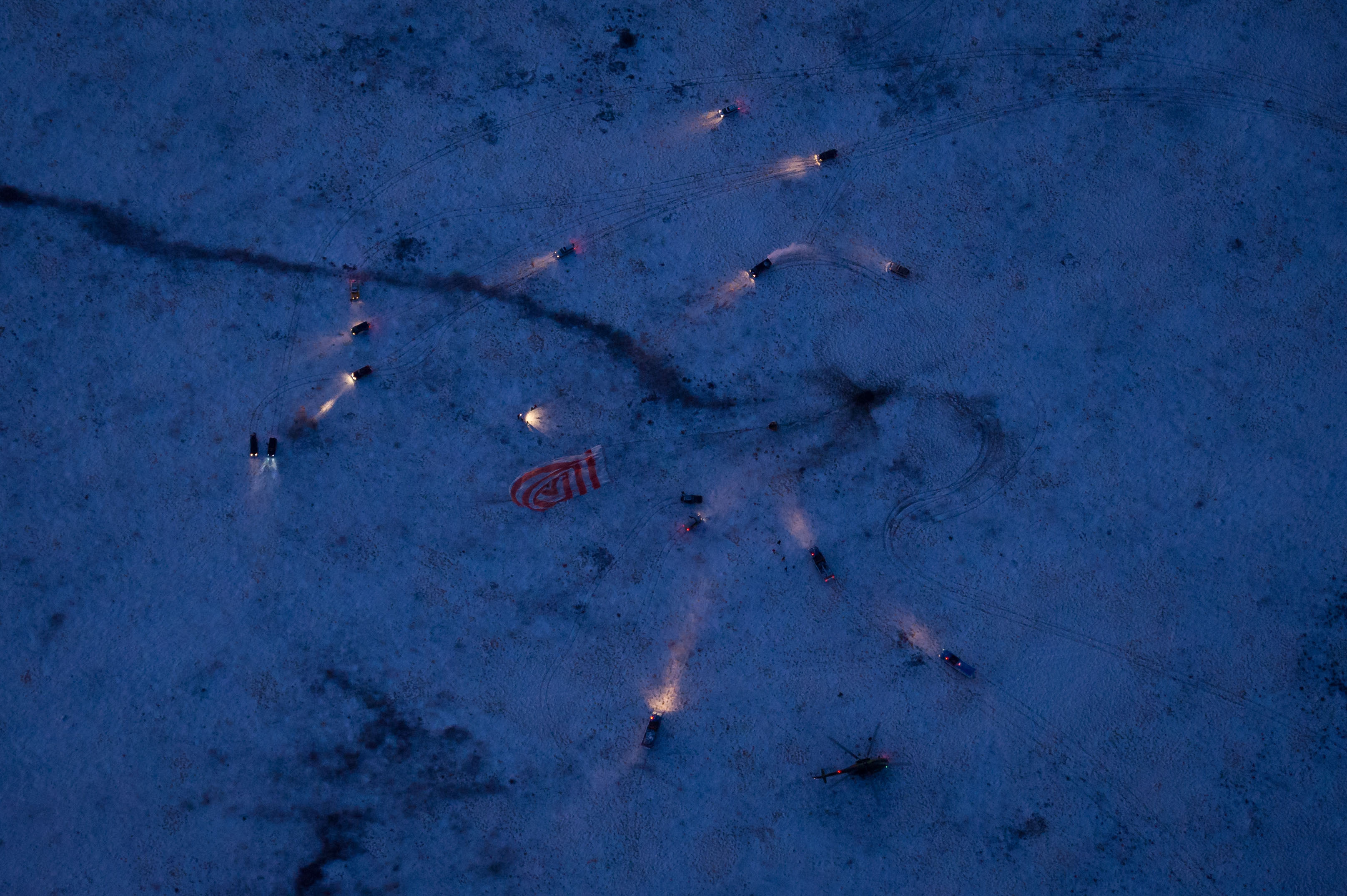
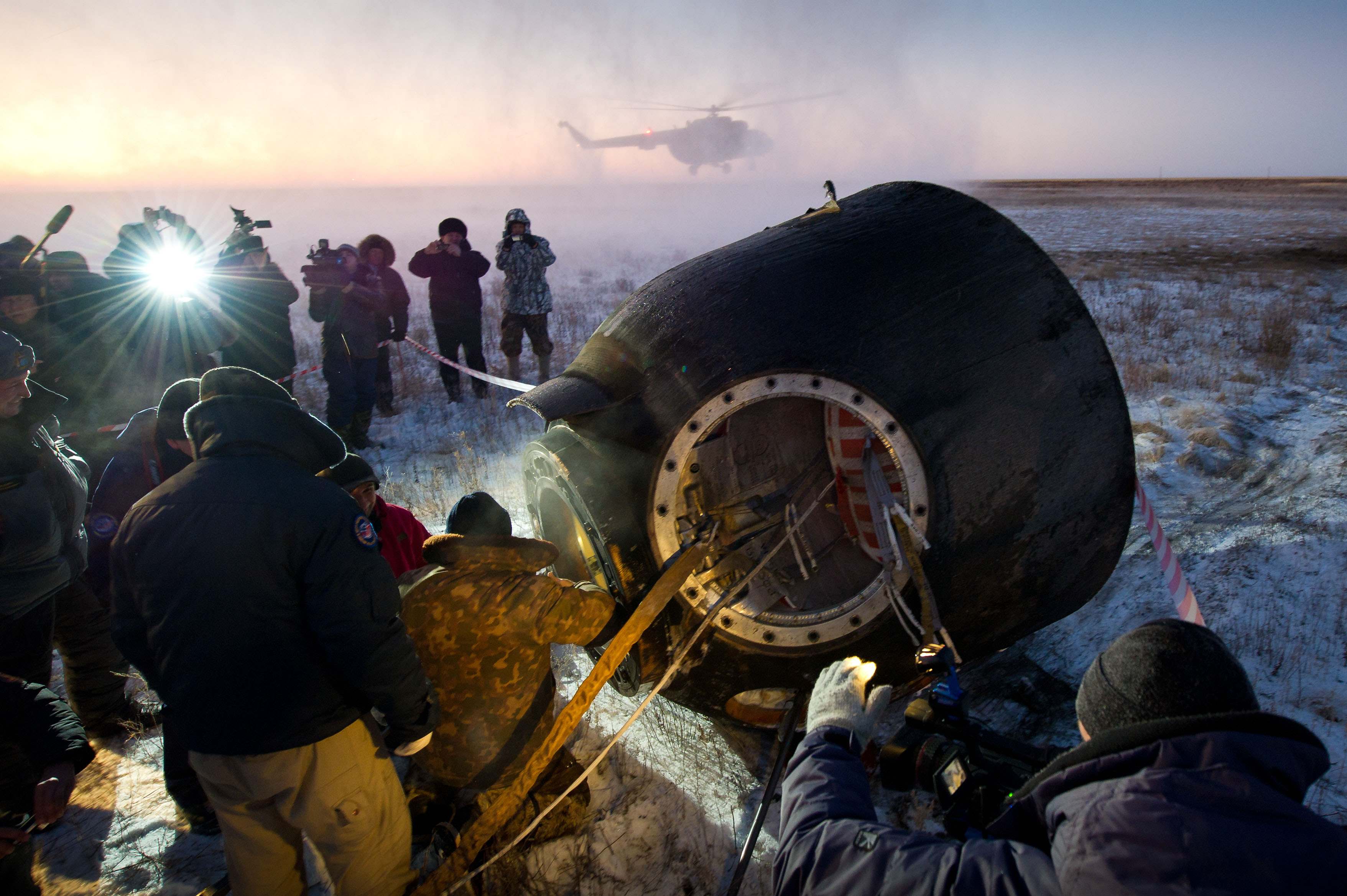
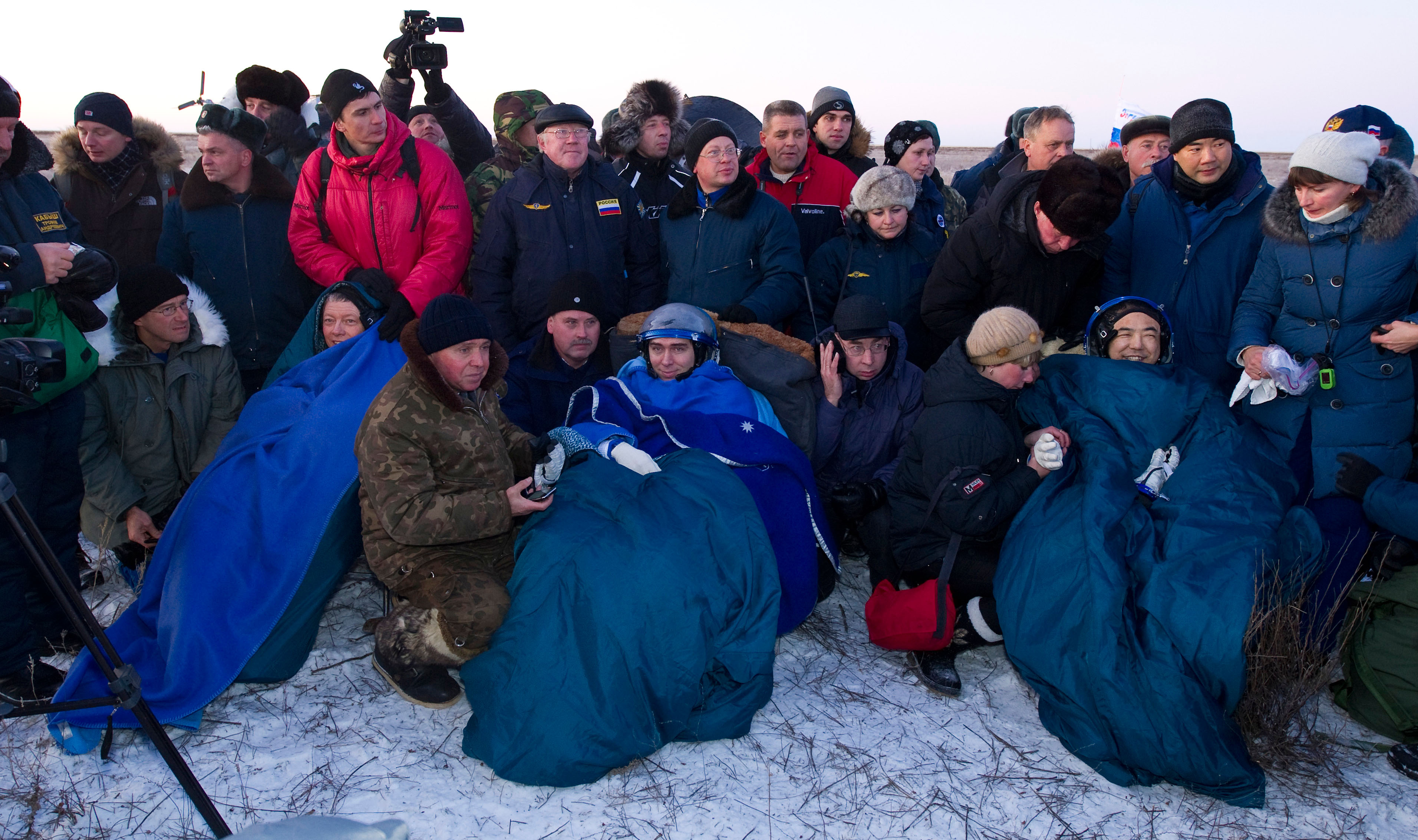